# Sierbowice
Sierbowice ist ein Dorf in der Stadt-und-Land-Gemeinde Pilica im Powiat Zawierciański. Das Dorf befindet sich in der Woiwodschaft Schlesien in Polen auf etwa 345 Metern über dem Meeresspiegel. 
Sierbowice liegt etwa 8 Kilometer nördlich von Pilica. Die nächsten Nachbarorte sind Szyce einen Kilometer östlich und Dzwono-Sierbowice, welches einen Kilometer südlich von Sierbowice liegt. Die Forst- und Landwirtschaft sind die Haupteinnahmequellen des Dorfes.